# جوزيف ك. بالدوين
جوزيف ك. بالدوين (بالإنجليزية: Joseph C. Baldwin)‏ هو سياسي أمريكي، ولد في 11 يناير 1897 في نيويورك في الولايات المتحدة، وتوفي في 27 أكتوبر 1957. حزبياً، نشط في الحزب الديمقراطي والحزب الجمهوري. وقد انتخب عضو مجلس ولاية نيويورك وانتخب عضو مجلس النواب الأمريكي.